# Молодовськ
Моло́довськ (рос. Молодовск) — село у складі Стрітенського району Забайкальського краю, Росія. Адміністративний центр Молодовського сільського поселення.

## Населення
Населення — 283 особи (2010; 355 у 2002).
Національний склад (станом на 2002 рік):
- росіяни — 100 %